# Bardy (rejon korosteński)
Bardy – wieś w rejonie korosteńskim obwodu żytomierski.